# L'Interview
Ne doit pas être confondu avec L'Interview qui tue !.
Pour plus de détails, voir Fiche technique et Distribution.
L'Interview est un court métrage français réalisé par Xavier Giannoli, sorti en 1998.

## Synopsis
Julien Bernardini, jeune journaliste, décroche une interview de la mythique Ava Gardner. Il attend dans la nuit un appel qui doit lui annoncer les conditions de l'interview. Parti avec entrain, pour le domicile londonien de la star, il va vite déchanter.

## Fiche technique
- Réalisation : Xavier Giannoli[2]
- Scénario : Yves Stavrides et Xavier Giannoli
- Directeur de la photographie : Christophe Beaucarne
- Montage : Raphaëlle Urtin
- Musique : Philippe Hersant
- Producteurs : Édouard Weil et Guy Martinoile
- Production : Elizabeth Films et France 2
- Durée : 19 min.
- Date de sortie en France : 1998

## Distribution
- Mathieu Amalric : Julien Bernardini
- Jean-Marie Winling : Jacques

## Écriture et réalisation
L'Interview est le résultat d'une expérience personnelle de Xavier Giannoli qui, en 1995, réalise alors le projet pour Arnon Milchan d'un autre film basé sur des entretiens avec des stars du cinéma hollywoodien. Alors qu'il réussit à obtenir une courte interview avec Robert De Niro sur le tournage à Las Vegas de Casino (1995) de Martin Scorsese, l'acteur réprimande, jusqu'à la colère, Giannoli qui, selon lui, lui fait perdre son temps. Xavier Giannoli abandonne finalement le projet initial mais décide de transcrire cette expérience difficile dans le scénario d'un court métrage qui deviendra L'Interview.

## Distinctions
- Prix spécial au Festival du court métrage de Clermont-Ferrand 1998[4]
- Palme d'or du court métrage au Festival de Cannes 1998[4],[5],[6]
- César du meilleur court-métrage en 1999
- Meilleur court métrage au Festival du film de Turin en 1998